# Phyllotreta christinae
Phyllotreta christinae es una especie de insecto coleóptero de la familia Chrysomelidae. Fue descrita científicamente en 1941 por Heikertinger.